# Wim Wisse
Wim Wisse (Rotterdam, 3 juli 1944 - 4 augustus 2019) was een Nederlandse voetballer die bij de Nederlandse voetbalclubs FC Den Bosch, Willem II en RKC Waalwijk speelde.
In 1967 maakte Wisse voor 35000 gulden de transfer naar HVC. Een jaar na de transfer maakte Wisse de overstap naar Willem II.

## RKC Waalwijk
Wisse en meerdere oud-spelers van RKC werden in het verleden in verband gebracht met een fraudezaak.. De spelers van amateurclub RKC zouden worden betaald. In de jaren 70 was Wisse enkele jaren aanvoerder van het Nederlands amateur elftal/Olympisch elftal 
Wisse is na zijn voetbalcarrière nog betrokken geweest in meerdere functies voor RKC Waalwijk. Verder is Wisse onder meer actief geweest als technisch manager van Helmond Sport en als scout bij Feyenoord en AZ.